# UN/CEFACT
UN/CEFACT（United Nations Centre for Trade Facilitation and Electronic Business、貿易簡易化と電子ビジネスのための国連センター）は、国際連合の下位機関であり、商取引や貿易の促進を目的として世界規模で活動している。国連欧州経済委員会(UNECE)によってホストされている。
勧告文書を作成する手続き(Open Development Process)を持っており、これに則って技術仕様の開発が行われている。国際標準化機構(ISO)等の標準化団体との間で覚書を取り交わしており、作成した標準は互いの機関で尊重し合うことになっている。
UN/CEFACTの活動の成果としては、電子データ交換(EDI)標準のUN/EDIFACTや、ebXML（OASISと共同）、UN/CEFACT Modelling Methodologyなどが知られている。

## 組織
総会(Plenary)の下に5つの常設グループを持つ。
- ATG（技術応用グループ）
  - EDIFACTやXMLに関する活動
- ICG（情報コンテンツ管理グループ）
  - 技術仕様の品質確保等
- LG（法律関係グループ）
- TBG（国際貿易・ビジネスプロセスグループ）
  - 標準的なビジネスプロセスの開発等
- TMG（技法・方法論グループ）
  - ビジネスプロセスのモデリング技法の開発等